# Phocomélie
 Mise en garde médicale
La phocomélie (du grec φώκη (phốkê), phoque et μέλος (mélos), membre) est une malformation par phénocopie (une anomalie du développement) durant la grossesse. Elle aboutit à un individu ectromélien (ayant un arrêt de développement d'un ou de plusieurs membres) avec une aplasie ou une hypoplasie des membres ; celle-ci aboutit le plus souvent à l'implantation directe des mains et des pieds sur le tronc.
On désigne les patients par le nom de phocomèles. Le terme a été emprunté à celui du phoque, auquel ressemblent les individus atteints de phocomélie.
De nombreux cas de phocomélie ont été provoqués par la prescription médicale de thalidomide, un sédatif prescrit pour calmer les vomissements de la grossesse commercialisé en 1956 dont le distomère se révéla tératogène pour l'embryon. 

## Personnalités atteintes de phocomélie
- Sarah Biffin, peintre miniaturiste anglaise
- Matthias Buchinger, artiste, magicien et calligraphe allemand,
- Marco Cazotte, dit « Pipine », homme atteint de phocomélie ayant vécu au XVIII-XIXe siècle. Le musée Dupuytren de Paris expose son squelette ainsi qu'une statue de cire à son image.
- Sheetal Devi, archère indienne
- John Doogs
- Louis Joseph César Ducornet, peintre français du XIXe siècle
- Charles Grandemange, calculateur prodige et mathématicien français
- Alison Lapper (en), artiste britannique
- Thomas Quasthoff, artiste lyrique allemand
- Gabriel Geraldo dos Santos Araújo, nageur brésilien[2]